# Antoine-Léonard Courtois
Pour les articles homonymes, voir Courtois.
Antoine-Léonard Courtois, né le 30 janvier 1823 à Tongres et mort le 5 avril 1901 à Saint-Nazaire, est un prestidigitateur belge. Il a fondé le théâtre des Féeries fantastiques, ou théâtre de la famille Courtois, avec ses frères et sœurs dès 1859, quelques mois avant le décès de son père, le célèbre prestidigitateur belge Louis Courtois.

## Tournées et spectacles présentés

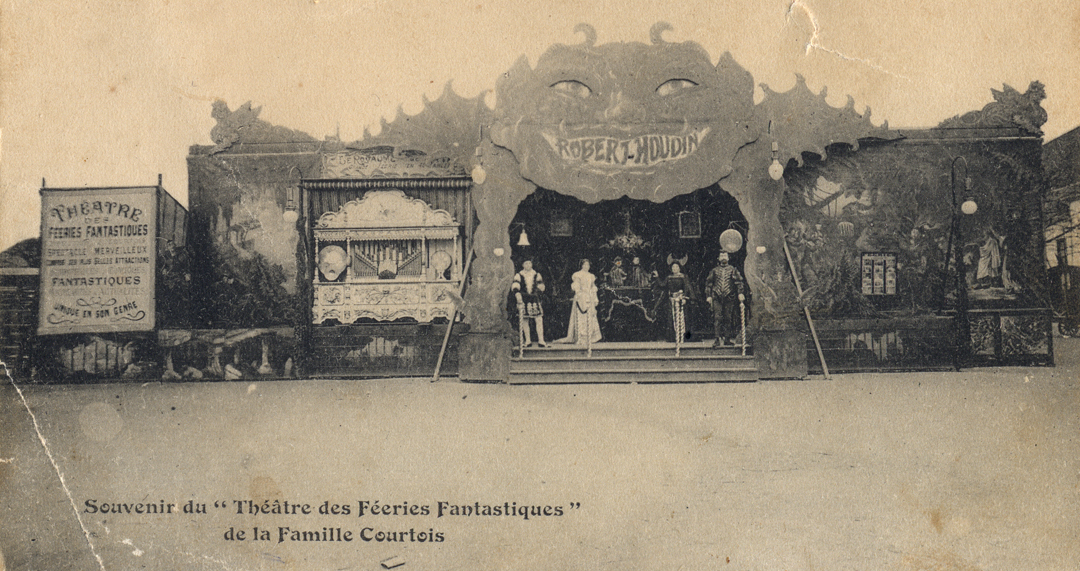
Le théâtre Courtois vers 1875

Antoine-Léonard Courtois est né à Tongres (Belgique) en 1823 et est décédé à Saint-Nazaire (Loire-Atlantique) en 1901,. Accompagnant son père, le prestidigitateur belge Louis Courtois, dans ses tournées européennes dès son plus jeune âge, il perpétua cette tradition en créant son propre théâtre ambulant.
Les spectacles présentés aux publics français,,,, belges, et suisses proposaient de la prestidigitation, de l'acrobatie ainsi que la mise en scène de phénomènes physiques et chimiques divers.
Ainsi, Antoine-Léonard développe plusieurs tours qu'il intitule « jeux indiens et japonais » qui consistent en lancés d'objets divers comme des boulets, des assiettes, des poignards ou des anneaux. Au moment où les spectacles de physique amusante commencent à être nombreux et à lasser le public, il se renouvelle en mettant en œuvre son nouveau tour : « Spectres magiques ». Il consiste en une projection d'images de silhouettes fantomatiques se déplaçant sur les murs de la salle, ce qui a eu un certain succès à partir de 1868,.
Outre son créateur, la troupe était composée de son frère, Jules Courtois (également prestidigitateur), de son épouse Euphrosine Picolo (artiste dramatique, fille de Jean Picolo du théâtre Picolo), de son beau-frère Théodore Picolo (dit Domingo), et d'autres artistes et acrobates comme Célestin Gastaldi, Joseph Ragoy, et les propres enfants d'Antoine-Léonard Courtois.
Les tournées des Fééries fantastiques durèrent un quart de siècle, jusqu'en 1884, date de la reprise du théâtre par les enfants d'Antoine-Léonard, Jules et Jean-Léonard.

## Utilisation du cinématographe
À partir de 1899, le fils d'Antoine-Léonard, Jules Courtois, qui proposait déjà des projections d'images fixes à partir d'un « dioramatographe », a acquis les systèmes « Photorama Edison » et « Cinématographe Lumière ». Ce théâtre ambulant a alors progressivement abandonné les représentations de prestidigitation qui faisaient la renommée de la famille depuis trois générations pour s'orienter définitivement vers le cinéma ambulant. Les tournées de la famille Courtois ont alors atteint l'ensemble des régions françaises, de Marseille à Toulouse et de Belfort à Brest, jusqu'en 1914.